# Lega dei neutri
La Prima lega dei neutri (o della neutralità armata), sorta nel 1781 su iniziativa di Caterina II di Russia, era intesa per mantenere il principio della libera navigazione dei mari, per navi battenti bandiera di stati neutrali, nel contesto della guerra d'indipendenza americana.
La Royal Navy, infatti, la prima flotta mondiale, almeno dal tempo della Guerra dei sette anni, praticava una sistematica interdizione dei commerci di stati terzi con le sue colonie in rivolta: agli effetti pratici il naviglio di stati neutrali veniva sequestrato e dirottato in porti inglesi, senza che, spesso, tali navigli fossero effettivamente indirizzati al rifornimento dei coloni.
Il trattato proposto dalla zarina Caterina II faceva salvo, naturalmente, quelle navi che trasportassero "contrabbando di guerra", ovvero mezzi e munizioni militari o navali. Ad esso aderirono i regni di Svezia e Danimarca, allora rispettabili potenze navali.  Non le Province Unite, in ragione del timore espresso dagli Stati generali dell'Aia di provocare ulteriormente la potenza britannica.
Una esitazione che si rivelò, semmai, controproducente, in quanto consentì al governo di Londra di aggredire gli Olandesi, il 20 dicembre 1780, privi del sostegno della Lega: ciò che diede inizio alla Quarta guerra anglo-olandese. In definitiva, essa si rivelò un insuccesso, tanto che la stessa Caterina l'avrebbe definita una nullità armata.  Tuttavia, nella storia del diritto internazionale, essa è ricordata come un primo tentativo di tenere nel dovuto rispetto i commerci degli Stati neutrali.